# Fifehead Neville
Fifehead Neville – wieś w Anglii, w hrabstwie Dorset. Leży 23 km na północ od miasta Dorchester i 170 km na południowy zachód od Londynu.